# Children of the Korn
Children of the Korn — спільна пісня репера Ice Cube та ню-метал гурту Korn. Видана у 1999 році. Пісня є однією з найулюбленіших у гітариста і одного із засновників Korn Браяна «Хеда» Велча.

## Додаткові факти
- Children of The Corn - назва оповідання Стівена Кінга, екранізованого у 1984.